# Amiante (municipalité de village)
Pour les articles homonymes, voir Amiante (homonymie).
Amiante est une ancienne municipalité ayant existé de 1914 à 1929 et située dans le comté de Mégantic au Québec, Canada.

## Histoire
Cette municipalité située au nord-est de la cité de Thetford Mines fut érigée en 1914.  En 1929, la municipalité du village d'Amiante a été annexée à la cité de Thetford Mines. Cette partie comprenait les lots 18–24 du 5e rang de Thetford-Sud mais fut divisée en 1922, et les lots 18–22 furent annexés à la municipalité de Thetford-Sud, laissant les lots 23, 24 et une partie du lot 22 à la municipalité du village d'Amiante. Aujourd'hui, ces lots font partie des paroisses de Saint-Alphonse-de-Liguori, Notre-Dame et Saint-Noël-Chabanel. Les clubs de golf et de curling se trouvent dans les limites de cette municipalité. La fonderie de Thetford Mines est la seule industrie.

## Chronologie
- 25 juin 1914 : Création du village d'Amiante à partir de territoires de la municipalité de Sud du Canton de Thetford.
- 1929 : Le village est annexé à la cité de Thetford Mines.

## Administration
| Période         | Période         | Identité              | Étiquette | Qualité |
| --------------- | --------------- | --------------------- | --------- | ------- |
| 17 juillet 1914 | 18 janvier 1915 | T.S. O'Meara          |           |         |
| 18 janvier 1915 | 20 janvier 1919 | J.M. Bourque          |           |         |
| 20 janvier 1919 | 16 mars 1920    | Alphonse Sévigny      |           |         |
| 16 mars 1920    | 12 janvier 1921 | Ferdinand Massicotte  |           |         |
| 12 janvier 1921 | 14 janvier 1924 | J. Robert Poisson     |           |         |
| 14 janvier 1924 | 1929            | J.E. Alonzo Perreault |           |         |